# Kristian Magdalon Bing
Kristian Magdalon Bing (30. maj 1862 i Bergen – 6. juli 1935 sammesteds) var en norsk jurist og bjergbestiger, sønnesøn af Lars Hess Bing, farfar til Jon Bing.
Bing var siden 1891 etableret som overretssagfører i sin fødeby. Han var en foregangsmand på tindebestigningens og fjeldsportens område. 1895 stiftede han til fremme af disse interesser Bergens Fjellmannalag, hvis leder han fremdeles var; han har udgivet Aarbog for Turistforeningen for Bergens By og Stift (1893 og 1895), Nordpolfarernes Triumftog ved Hjemkomsten til Norge (1896), et par bøger om de Bergenske Drengeforeninger samt offentliggjort mange afhandlinger om idræt og turistvæsen i fagpublikationer og dagspresse. Bing har også virket ivrig for genoptagelsen af Olavsdagen (Olsok, 29. juli, Olav den Helliges dødsdag) som nationalhistorisk minde- og festdag.